# Eburodacrys mancula
Eburodacrys mancula är en skalbaggsart som beskrevs av White 1853. Eburodacrys mancula ingår i släktet Eburodacrys och familjen långhorningar. Inga underarter finns listade i Catalogue of Life.